# Фриман, Джон
Джон Фриман (1884 — 24.07.1921) — деятель рабочего движения США и Австралии. Делегат III конгресса Коммунистического Интернационала. Похоронен на Красной площади в Москве.

## Биография
Джон Фриман начал борьбу против капиталистического строя ещё в США, где состоял членом профсоюзной организации «Индустриальные рабочие мира», участвовал в стачках, выступал с резкой критикой оппортунистической верхушки Американской федерации труда. Был анархо-синдикалистом.
Спасаясь от репрессий, бежал в Австралию, где продолжал пропагандировать идеалы «Индустриальных рабочих мира», познакомился с русским революционером-эмигрантом Артёмом.
Брошенный австралийскими властями в тюрьму за активные выступления в защиту Советской России Фриман объявил голодовку. Правительство Австралии выслало Джона Фримана из страны в Германию.
Он сумел пробраться в РСФСР и стал знакомиться с жизнью молодой республики.
Фриман понял ошибочность взглядов лидеров ИРМ, в частности их курса на отказ от политической борьбы. Стал коммунистом, участвовал в работе II и III конгрессов Коминтерна в Москве.
Погиб во время испытания аэровагона, возвращаясь из Тулы в Москву. Вместе с ним погибло 7 человек, включая большевика Ф. А. Сергеева (Артёма).
Похоронен на Красной площади в Москве в братской могиле.